# Regent's Park (Londons tunnelbana)
Regent's Park är en av tunnelbanestation på Bakerloo line i Londons tunnelbana från år 1906. Stationen ligger vid Regent's Park i närheten av Royal Academy of Music. Stationen är mellan stationerna Baker Street och Oxford Circus.
Stationen betjänas av hissar men det finns även en trappa som kan användas. Närliggande sevärdheter är Regent's Park, Royal Academy of Music, Holy Trinity Church, Portland Place och Harley Street.

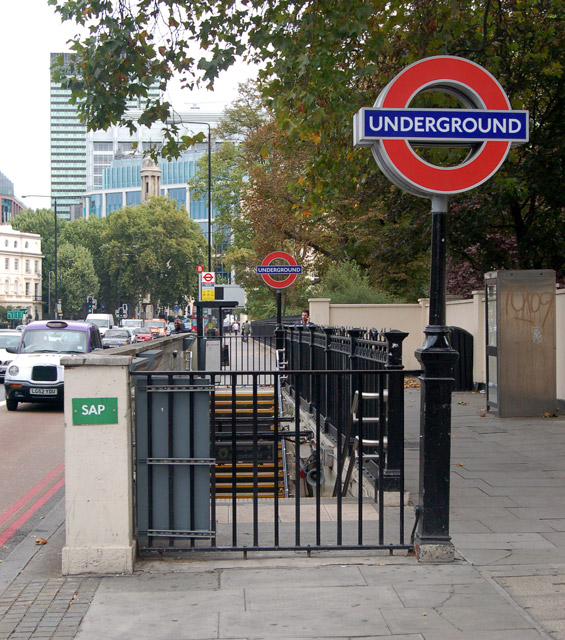
Entré
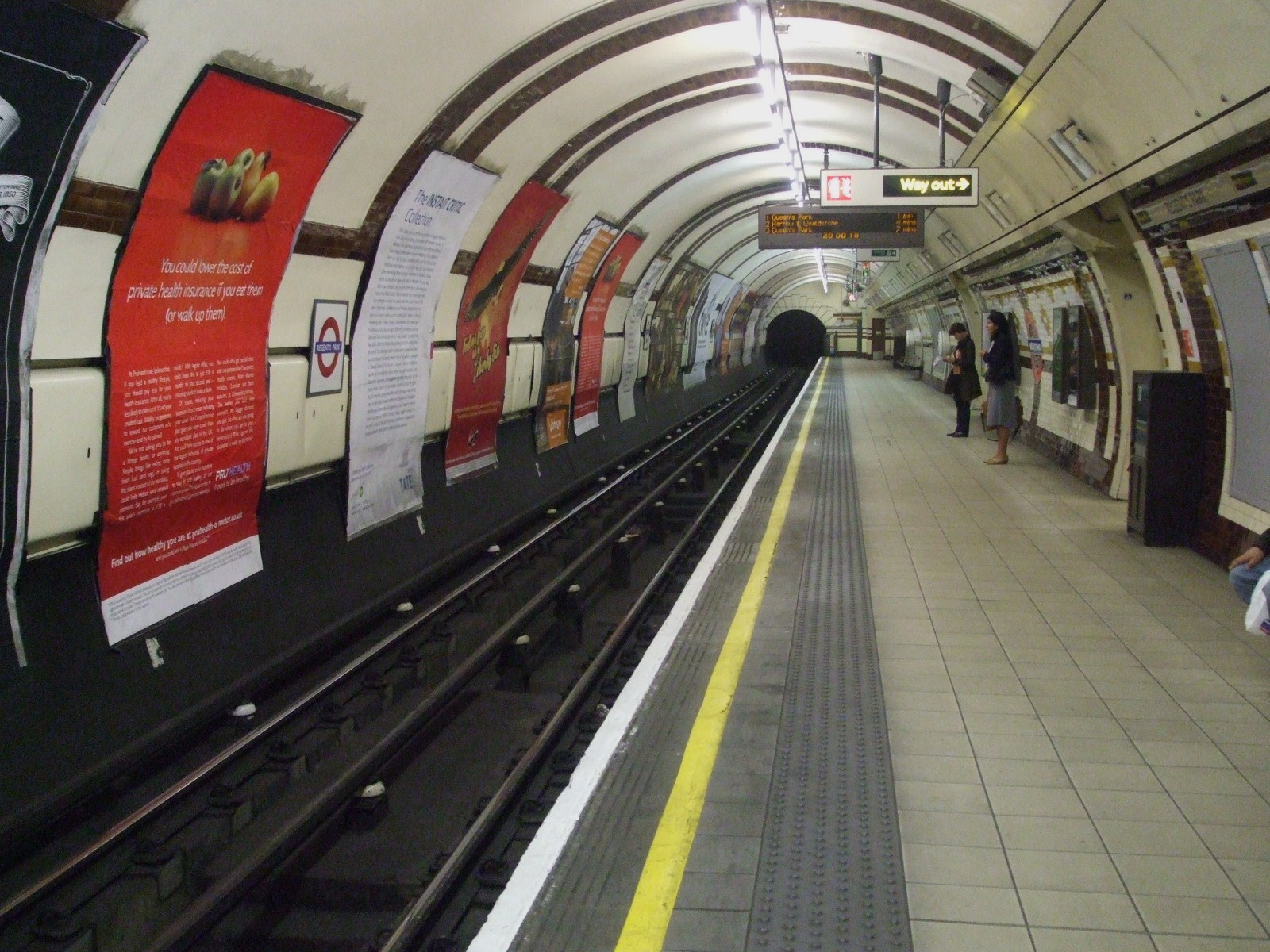
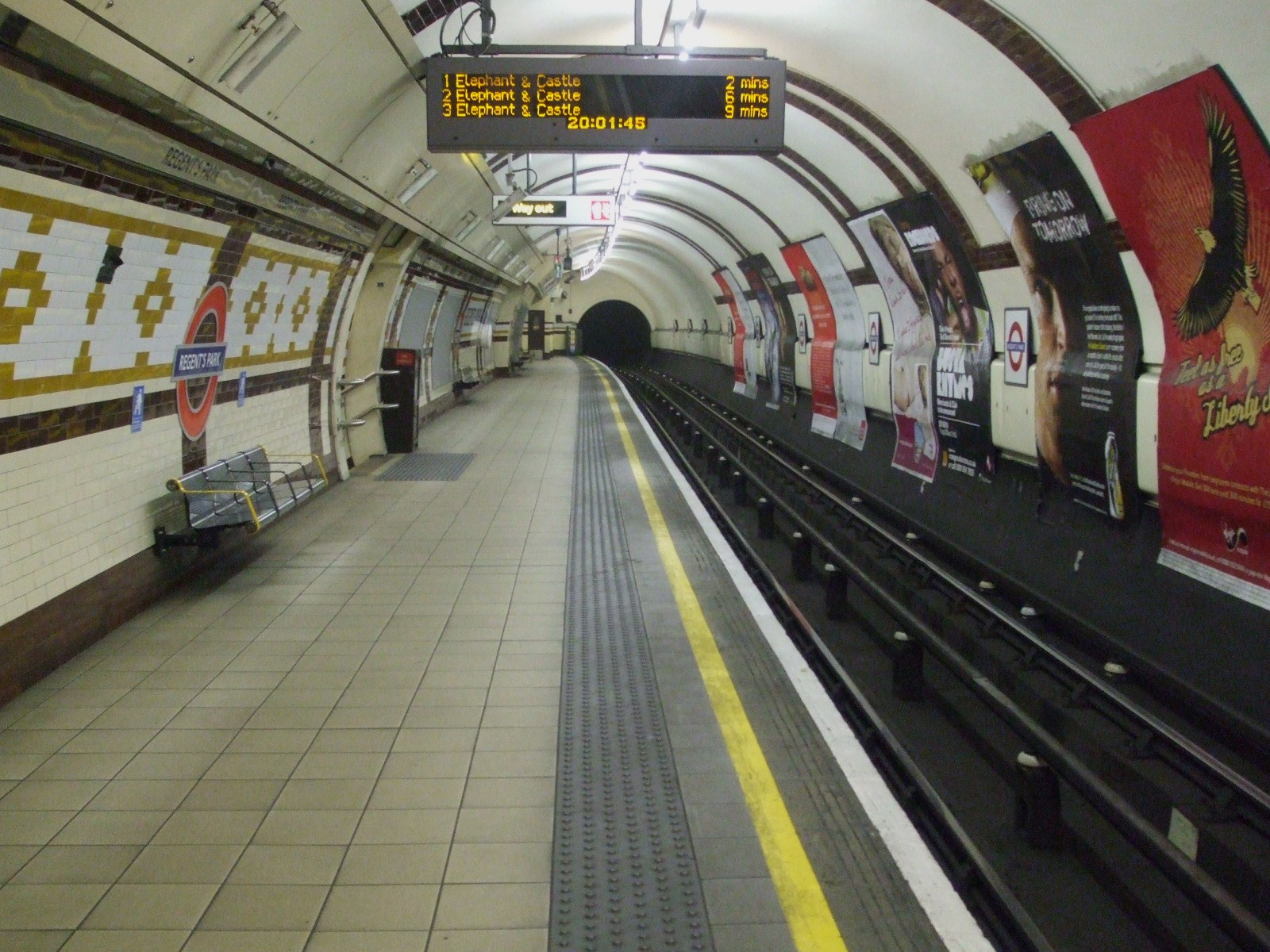
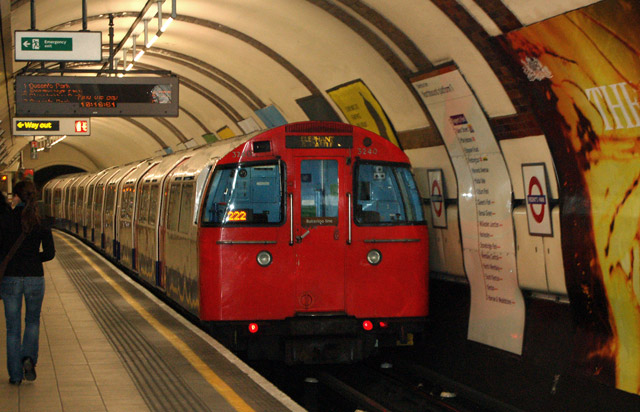